# كاف دخيلة
الكاف الدخيلة، وتسمى كاف الاستقصاء، هي كاف التشبيه الداخلة على غير المشبَّه بِهِ. وهي غير موجودة في اللغة العربية لُغويًّا ولا نحْويًّا وهي ترجمة حرفية لكلمة: آز (as) بالإنجليزية. وكوم (comme) بالفرنسية. ومثالُ ذلك قولهم: (عُين فلانٌ كطبيب أو كرئيس أو كوزير). فهو هنا يقول: إن فلانًا طبيبٌ أو رئيسٌ أو وزيرٌ ولكن تعبيره يقول: إنَّه ليس طبيبًا أو رئيسًا أو وزيرًا.
والصحيحُ هنا أن تستخدم الحال النحويّة بأن نقول: «عين فلان طبيبًا أو رئيسًا أو وزيرًا». ويمكن التعبيرُ عن الكاف الدخيلة بأن: يقال «بصفته كذا» أو «من حيث هو كذا» أو(بِعَدِّه) أو بغيرها من العبارات. ويجوز ترجمتها بالإضافة كذلك.